# Child 44 - Il bambino n. 44
Child 44 - Il bambino n. 44 (Child 44) è un film del 2015 diretto da Daniel Espinosa, con protagonisti Tom Hardy, Noomi Rapace e Gary Oldman.
Ispirato alle vicende del killer di Rostov Andrej Romanovič Čikatilo, pur ambientando la storia in anni antecedenti ai fatti reali e discostandosi nella trama, il film è l'adattamento cinematografico del romanzo Bambino 44 (Child 44), scritto nel 2008 da Tom Rob Smith e pubblicato in Italia da Sperling & Kupfer.

## Trama
Mosca, 1953. Leo Demidov, membro della polizia segreta sovietica dell'MGB, perde il proprio status quando rifiuta di denunciare come traditrice la moglie Raisa. Esiliati da Mosca e inviati in un gelido avamposto di provincia presso i monti Urali, Leo e Raisa aiutano il Generale Mikhail Nesterov ad indagare su una serie di delitti di bambini che avvengono lungo le ferrovie russe e che li porterà a scontrarsi con il folle Vasili, rivale di Leo della polizia segreta.

## Produzione
Il film è stato girato in Repubblica Ceca, in particolare a Praga, Ostrava e Kladno, tra l'estate e l'autunno del 2013.

## Promozione
Il primo trailer del film viene diffuso il 27 gennaio 2015.

## Distribuzione
La pellicola è stata distribuita nelle sale cinematografiche statunitensi a partire dal 17 aprile 2015 mentre in quelle italiane dal 30 aprile 2015.

### Divieti
Il film è stato bandito in Russia con la motivazione, data dallo stesso Ministro della Cultura, che la pellicola "dipinge i sovietici come una sottocategoria umana immorale, una massa di orchi assetati di sangue, una massa di spiriti malvagi e la pellicola rappresenta una distorsione storica dei fatti".